# Моган Пател
Моган Пател (англ. Mohan Patel, 11 листопада 1952) — новозеландський хокеїст на траві.
Олімпійський чемпіон 1976 року.